# Israel-Gaza-Konflikt 2021
Der Israel-Gaza-Konflikt 2021, auch Operation Guardian of the Walls genannt, begann am 10. Mai 2021 und endete mit einer Waffenruhe am 21. Mai 2021. Er war eine der schwersten militärischen Auseinandersetzungen im israelisch-palästinensischen Konflikt seit der israelischen Militäroperation Protective Edge im Jahr 2014. Bei dem Konflikt im Jahr 2021 wurden mindestens 248 Palästinenser (darunter 66 Kinder) und 13 Israelis getötet, mehrere tausend Menschen verletzt und mehrere zehntausend Palästinenser zur Flucht gezwungen.

## Ursachen
Als Ursache für die Eskalation wird von den meisten Beobachtern ein Zusammentreffen verschiedener Ereignisse und Situationen genannt:

### Erneute Absage von Wahlen in Palästina
Am 29. April 2021 ordnete der zuletzt im Jahre 2005 für eine vierjährige Amtszeit gewählte palästinensische Präsident Mahmud Abbas an, die für den 22. Mai angesetzten Wahlen zum Palästinensischen Legislativrat erneut zu verschieben. Diese Entscheidung sorgte bei der mit Abbas’ Fatah-Partei zerstrittenen Hamas, die den Gazastreifen beherrscht, für großen Unmut. Nach Ansicht politischer Beobachter trug die Absage der Wahl zur anschließenden Eskalation der Gewalt bei, da sie der Hamas, und deren Schutzmacht Iran, die Möglichkeit zum Ausbau ihres Einflusses auf politischem Weg versperrt habe.

### Koalitionsverhandlungen in Israel
Am 5. Mai 2021 scheiterte der israelische Premierminister Benjamin Netanjahu unterdessen zum vierten Mal seit 2019 mit dem Versuch, eine Regierung zu bilden. Daraufhin bahnte sich eine Koalition mehrerer Oppositionsparteien an, unter erstmaliger Beteiligung einer arabischen Partei. Auch dies führte bei der Hamas zu Unmut, da eine Annäherung von jüdischen und arabischen Israelis ihrem Hardliner-Kurs zuwiderläuft.

### Konflikt um Scheich Dscharrah
Im arabischen Jerusalemer Stadtviertel Scheich Dscharrah kam es seit Anfang Mai zu schweren Auseinandersetzungen. Scheich Dscharrah war vor dem israelischen Unabhängigkeitskrieg von 1948 Teil einer Gegend, in der vornehmlich Juden lebten. Laut israelischem Recht können Juden Grundstücke im Land zurückerhalten, die sie im Krieg von 1948 verloren haben, wenn sie beweisen können, dass sie ihr Grundstück wegen Vertreibung oder Lebensgefahr durch Kampfhandlungen verlassen hatten. Mehrere arabische Familien standen aufgrund dessen vor einer Zwangsräumung, nachdem die nationalistische jüdische Siedlerorganisation Nachalat Schimon und die ultranationalistische Partei Otzma Jehudit Ansprüche auf ihre Grundstücke angemeldet hatten.
Infolge des Sechstagekriegs 1967 besetzte Israel das Viertel und ganz Ostjerusalem völkerrechtswidrig. Seitdem verwaltet Israel Scheich Dscharrah politisch und schützt auch die Religionsausübung von Juden, Christen und Muslimen dort. In den 1960er-Jahren wurde das Viertel ein beliebter Ort für Konsulate und internationale Organisationen, unter anderem das britische und das türkische Konsulat in der Nashashibi Street und die Konsulate Belgiens, Schwedens und Spaniens, die, zusammen mit der UN-Mission, in der Saint George Street liegen. Auch die deutsche Friedrich-Naumann-Stiftung hat hier ihr Jerusalemer Büro. Ebenso wohnen hier noch relativ viele alteingesessene arabisch-palästinensische Familien, von denen nicht wenige sich im Zentrum aktueller israelisch-palästinensischer Eigentumsstreitigkeiten befinden.

### Auseinandersetzungen auf dem Tempelberg
Unter anderem aufgrund der Schließung des Damaskustors kam es auf dem Tempelberg am 7. Mai zu Zusammenstößen zwischen der arabischstämmigen Bevölkerung und der Polizei, nachdem einige Teilnehmer des Freitagsgebets in der Al-Aqsa-Moschee Sicherheitskräfte angegriffen hatten. In der Nacht auf Samstag stürmten Polizisten die Moschee und setzten Rauchgranaten ein, die sowohl im Gebetsraum als auch in der Erste-Hilfe-Station auf dem Gelände detonierten. Die gewaltsamen Ausschreitungen eskalierten am 10. Mai 2021, als mehr als 300 Menschen verletzt wurden.
An diesem Tag feierte Israel auch den Jerusalemtag zur Erinnerung an die Wiedervereinigung Jerusalems während des Sechstagekriegs. Berichten zufolge provozierten dabei auch israelische Rechtsextremisten aus der Gruppe Lehava, indem sie Araber in der Altstadt angriffen und „Tod den Arabern“ sangen.
Die Hamas sah in den beiden zuvor genannten (emotional aufgeladenen) Auseinandersetzungen eine Gelegenheit, sich als Schutzmacht der Araber in Jerusalem darzustellen.
Auch nach dem Beginn der Waffenruhe kam es am gleichen Tag auf dem Tempelberg zu erneuten Auseinandersetzungen zwischen Palästinensern und israelischen Sicherheitskräften. 15 Menschen wurden durch Gummigeschosse der Polizei verletzt, als sie sie mit Steinen und Brandsätzen bewarfen. Mehrere Menschen wurden festgenommen. In den Tagen darauf wurden 33 Palästinenser festgenommen, die bei Ausschreitungen in Ost-Jerusalem teilgenommen hatten.

## Angriffe und Waffenruhe
Die Hamas setzte Israel ein Ultimatum, den am 7. Mai 2021 begonnenen Polizeieinsatz zu beenden und alle Polizisten vom Tempelberg und aus dem Stadtviertel Scheich Dscharrah abzuziehen. Das Ultimatum setzte sie auf den 10. Mai 2021, 18 Uhr. Wenige Minuten nach Verstreichen des Ultimatums begann ein Beschuss Israels durch die Hamas und den Islamischen Dschihad, die bis zum 14. Mai nach Angaben des israelischen Militärs mindestens 1800 Raketen abfeuerten. Das israelische Abfangsystem Iron Dome konnte etwa 90 Prozent der Raketen abfangen. Dennoch gab es in Israel (Stand: 15. Mai) acht Tote, darunter ein Soldat und ein Kind. Bei den anschließenden Vergeltungsangriffen starben 119 Palästinenser, darunter 31 Kinder. Nach Angaben der israelischen Regierung ist ein Grund dafür auch, dass die Hamas ihre Raketenstellungen bevorzugt in Wohngebieten oder sogar neben Krankenhäusern positioniert, um die Zivilbevölkerung als Schutzschild zu missbrauchen.

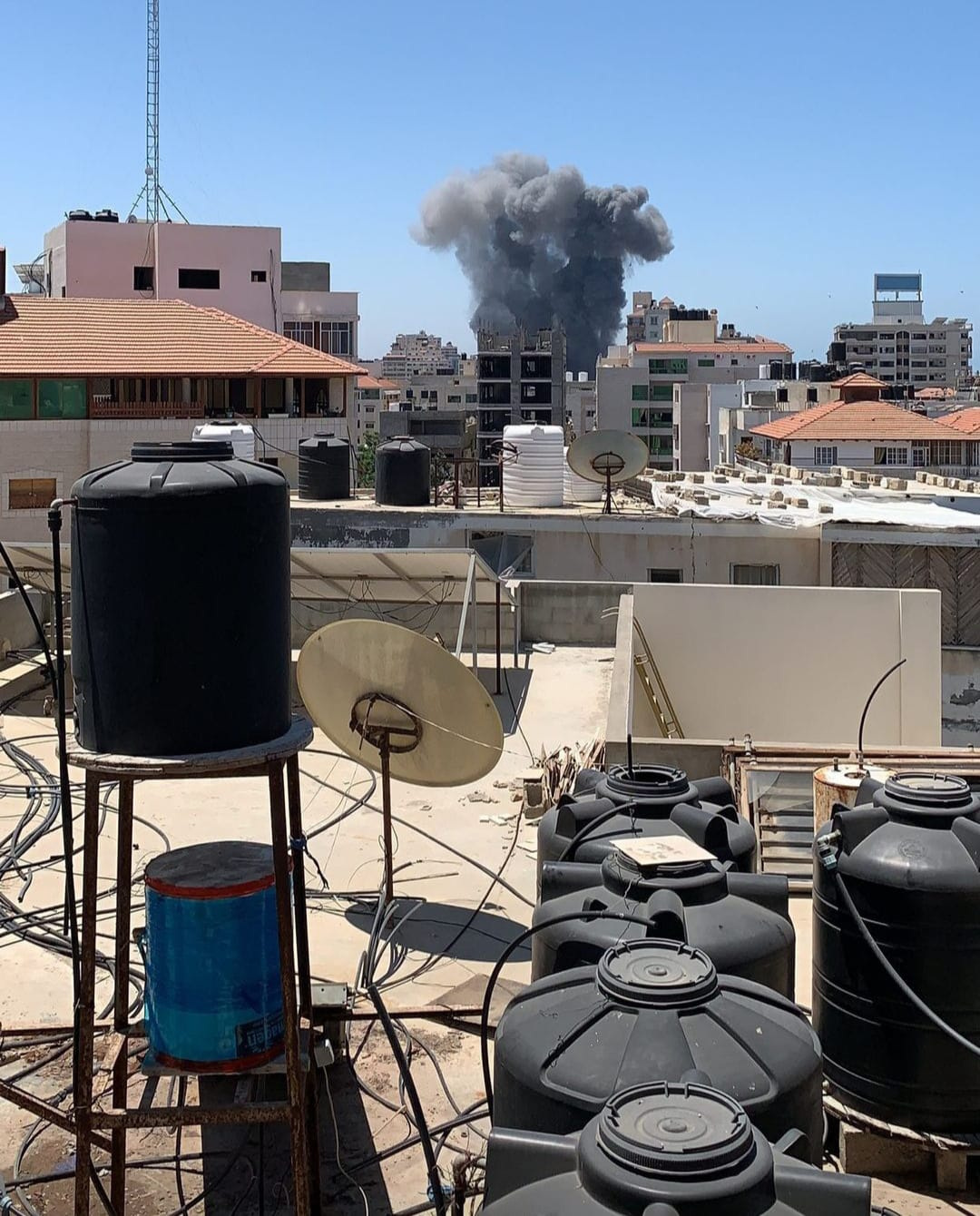
Foto eines israelischen Luftangriffs im Gazastreifen im Mai 2021

Am 11. Mai zerstörte Israel durch Luftangriffe das Hanadi-Hochhaus, ein 13-stöckiges Gebäude in Gaza, in dem sich unter anderem Büros der Hamas befanden. Die Anwohner waren nach Augenzeugenberichten von der israelischen Armee zuvor gewarnt worden. Als Reaktion feuerte die Hamas noch an demselben Tag nach eigenen Angaben 130 Raketen auf den Großraum Tel Aviv. Nach israelischen Medienberichten kam dabei eine Frau in der Stadt Rischon LeZion ums Leben, und mindestens sechs Personen wurden verletzt, als in Cholon ein Bus getroffen wurde. Der Flugverkehr auf dem Flughafen Tel Aviv wurde ausgesetzt und ankommende Flüge nach Zypern umgeleitet.
Am 12. Mai 2021 sollen die israelischen Luftstreitkräfte alle Polizeigebäude im Gazastreifen durch Luftangriffe zerstört haben. Israels Armee teilte mit, Häuser wichtiger Hamas-Vertreter beschossen zu haben.
Ab dem 13. Mai 2021 gab es widersprüchliche Angaben zu einer bevorstehenden Bodenoffensive der israelischen Armee. Wenige Stunden später bombardierte am 14. Mai 2021 die israelische Luftwaffe mit 500 Tonnen Sprengstoff das Tunnelsystem der Hamas im Gazastreifen; unterstützend feuerten Panzer von israelischem Territorium auf Ziele im Gazastreifen. Nachdem mehrere Nachrichtenagenturen fälschlicherweise über einen Einmarsch berichtet hatten, gab das Militär bekannt, keine Bodenoffensive zu starten.
Beobachter rechneten damit, dass insbesondere an den Feiertagen zum Ende des Fastenmonats Ramadan sowie zum 73. Jahrestag der Nakba („Katastrophe“) am 15. Mai 2021 sich die Lage weiter angespannt darstellen werde. An jenem Tag flog die israelische Luftwaffe einen Angriff auf ein Flüchtlingslager in der Stadt Gaza. Wenig später zerstörte ein weiterer Luftangriff abermals gezielt nach Vorankündigung ein Hochhaus in der Stadt. Diesmal handelte es sich um das Al-Jalaa-Hochhaus, in dem die Büros der Nachrichtenagentur Associated Press und des katarischen Fernsehsenders Al Jazeera untergebracht waren. Nach israelischen Angaben befanden sich in dem Bau auch „militärische Ressourcen“ des Hamas-Militärgeheimdienstes. Der Geschäftsführer der Organisation Reporter ohne Grenzen Deutschland, Christian Mihr, bezeichnete es als Kriegsverbrechen, Medienbüros als Kriegsziele zu erklären, selbst wenn sie von der Hamas oder irgendeiner anderen Kriegspartei als Schutzschild für geheimdienstliche Büros missbraucht werden würden. Der Journalistenverband Foreign Press Association (FPA) in Israel kritisierte, dass die israelischen Behörden keine Beweise dafür vorgelegt hätten, dass das Gebäude tatsächlich von der Hamas genutzt werde. Der Verband bat um ein Treffen mit israelischen Beamten. Ebenfalls wurde am Samstag das Haus von Khalil al-Haya, dem Vize-Chef des Hamas-Politbüros, bombardiert. Es ist unklar, ob er sich zu dieser Zeit im Haus aufhielt.
Nach Angaben der israelischen Armee wurden innerhalb einer Woche, vom Beginn der Kampfhandlungen am 10. Mai 2021 bis einschließlich 17. Mai 2021, rund 3150 Raketen auf Israel gestartet. Rund 450 der abgefeuerten Raketen seien noch im Gazastreifen selbst niedergegangen. Die Erfolgsquote des israelischen Raketenabfangsystems Iron Dome wurde mit 90 Prozent angegeben. Auch aus dem Libanon und Syrien seien ein paar wenige Raketen gestartet worden, wobei diese nur teils das Staatsgebiet Israels erreicht hätten und insgesamt zu keinem Personen- und Sachschaden führten. Als Reaktion auf die Raketen aus dem Libanon, griff ein israelisches Militärflugzeug ein Fahrzeug der Hisbollah an. Das israelische Militär antwortete außerdem mit Artilleriefeuer auf den Raketenbeschuss aus dem Libanon. Auch wurden in der Nacht auf Sonntag, den 16. Mai Ortschaften wie Tel Aviv sowie das südliche Beʾer Scheva massiv von der Hamas beschossen. Die israelische Armee bombardierte auch am Sonntag, dem 16. Mai, das Haus eines hochrangigen Hamas-Chefs, Yahya Sinwar. Darüber hinaus wurden bei einem Autoanschlag in Jerusalem im Stadtviertel Seikh Jarra 6 israelische Polizisten verletzt, als ein Auto eine Straßensperre rammte, und der Palästinenser anschließend erschossen wurde.

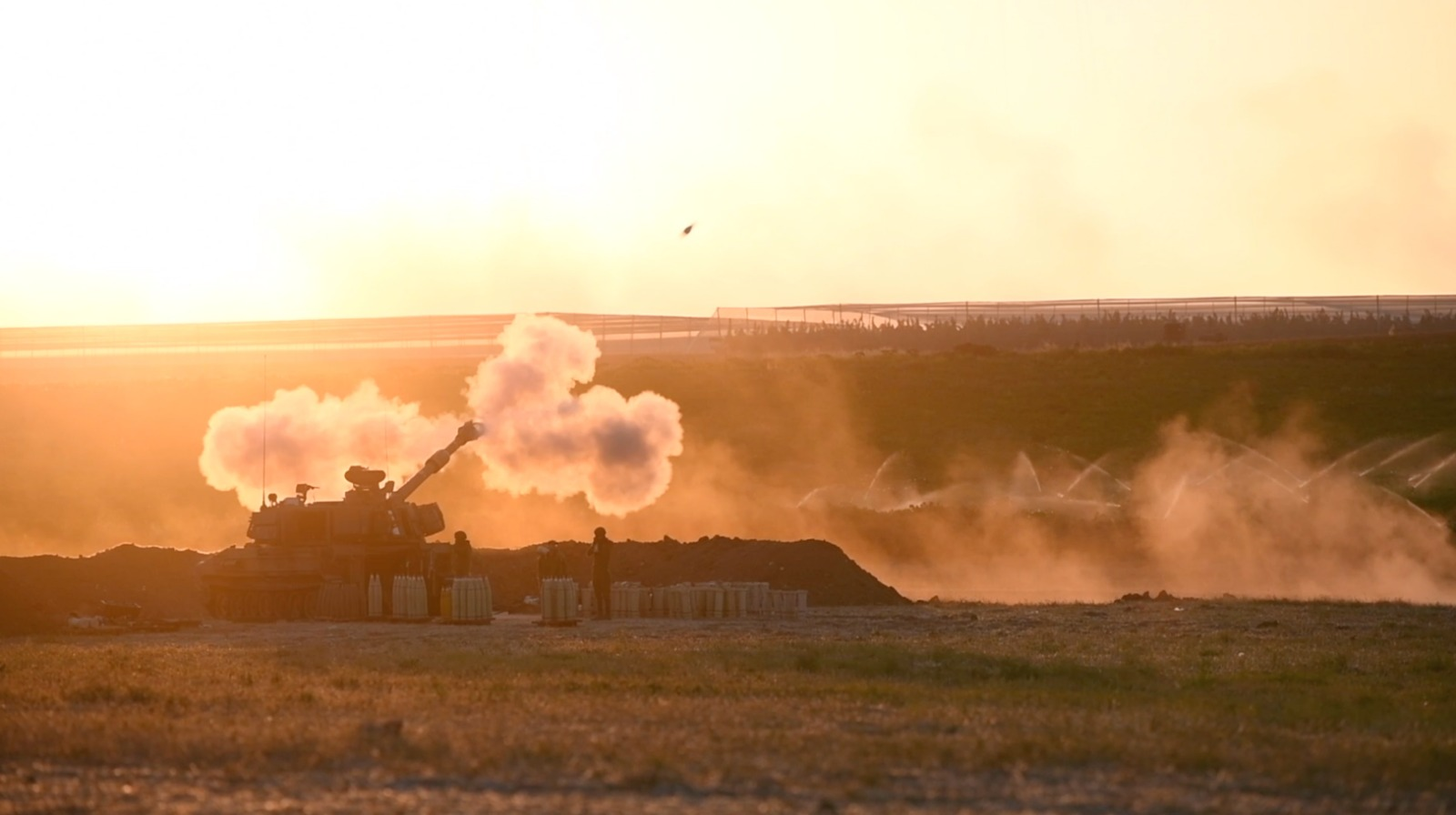
Israelisches Artilleriefeuer am 19. Mai 2021

In der Nacht auf den 17. Mai 2021 flog die israelische Luftwaffe mit 54 Kampfflugzeugen weitere Angriffe auf den Gaza-Streifen, mit dem Ziel, 15 Kilometer des Tunnelsystems der Hamas, das teils unter der Stadt Gaza liegt, zu zerstören. Am selben Tag vermeldete die israelische Armee, im Mai 2021 etwa hundert Kilometer des Tunnelsystems zerstört und einen der ranghöchsten Kommandeure des Islamischen Dschihads getötet zu haben.
Am 20. Mai einigten sich beide Seiten auf eine Waffenruhe ab dem 21. Mai nach elf Tagen Konflikt. Beide kamen überein, dass Ägypten die Waffenruhe überwachen soll.
Insgesamt wurden nach Angaben des israelischen Militärs während des elftägigen Konflikts mehr als 4.360 Raketen auf palästinensischer Seite abgefeuert. 680 waren im Gazastreifen selbst eingeschlagen. Während des gesamten Gaza-Kriegs 2014 waren 4481 Raketen auf Israel abgeschossen worden, allerdings innerhalb eines Zeitraums von 51 Tagen.

## Raketeneinsatz
Das Arsenal von Hamas und Islamischer Dschihad in Gaza wurde vor Ausbruch der Kämpfe auf mindestens 13.000 Raketen geschätzt. Ein Dutzend verschiedener Raketen-Modelle wurden im Mai 2021 eingesetzt. Die Raketen in Gaza gelangen über Schmuggel aus dem Ausland ins Gebiet oder werden in Gaza gebaut. Die vom Islamischen Dschihad eingesetzte Badr-3-Rakete wurde im Iran entwickelt und getestet. Der Bau der Badr-3-Rakete erfolgte dann in Gaza. Die Reichweiten der eingesetzten Eigenbau-Raketen reicht von 12 km bei der Kassam-Rakete 12 bis zu 120 km bei der A-120. Die aus Syrien stammenden M302/Khaibar-1 sollen bis zu 180 km Reichweite haben. Die Strategie des Raketeneinsatzes der Palästinenser besteht im Versuch, Israels Abwehrsystem Iron Dome durch Massenstarts von Raketen zu überwältigen, so dass nicht alle Raketen von Abwehrraketen von Iron Dome getroffen werden. Die Abschussquote der palästinensischen Raketen soll bei 90 Prozent liegen, wobei unabhängig überprüfbare Angaben aber nicht vorliegen. Der Analyst Fabian Hinz vermutet, dass selbst wenn große Teile des Raketenarsenals und der Produktionsinfrastruktur zerstört wurden, diese nach Ende der israelischen Luftangriffe relativ schnell wieder aufgebaut werden.

## Ausschreitungen in israelischen Städten

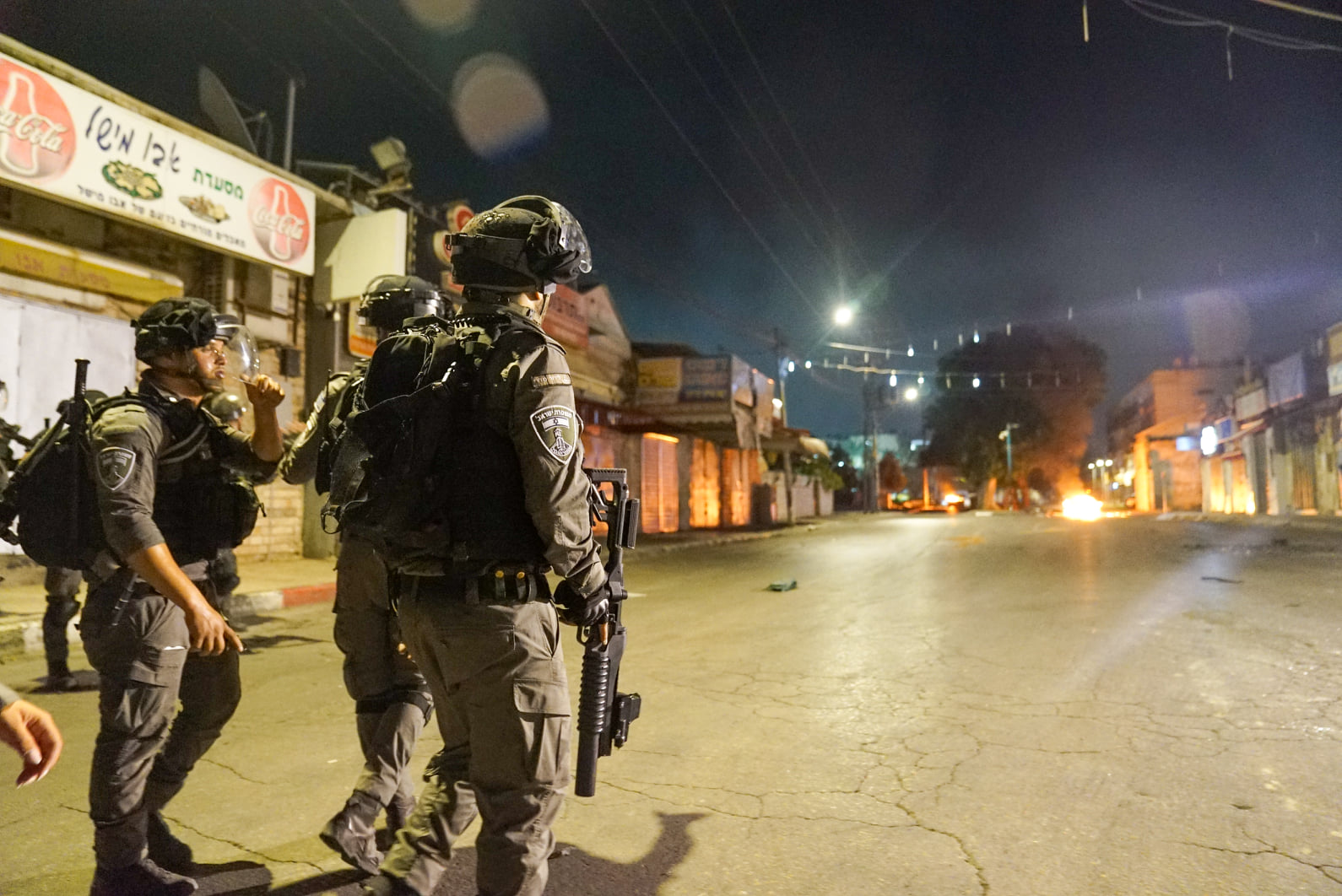
Israelische Polizei in Lod, 11. Mai 2021

Ab dem 10. Mai 2021 brachen neben Ostjerusalem in vielen weiteren israelischen Städten schwere Unruhen zwischen jüdischen und arabischen Israelis aus; die Polizei wurde massiv angegriffen. Neben Jerusalem waren auch Städte im Westjordanland und einige Städte in Israel wie Lod, Ramla, Akkon, Tiberias, Haifa, Bat Yam und Wadi Ara betroffen. In Lod wurde aufgrund schwerer Ausschreitungen bis auf weiteres der Notstand ausgerufen.
Führende Politiker Israels bezeichneten die Gewalt innerhalb des Landes als größere Gefahr für Israel als der eskalierende Gaza-Konflikt. Benjamin Netanjahu besuchte Lod, in dem es zu massiven Ausschreitungen gekommen war. Er sagte, es gebe keine Alternative dazu, mit Macht Recht und Ordnung durchzusetzen. Staatspräsident Reuven Rivlin sagte, ein Bürgerkrieg würde die Existenz des Landes stärker gefährden als die Bedrohung von außen.
Verteidigungsminister Benny Gantz kündigte daraufhin flächendeckend eine massive Verstärkung der Sicherheitskräfte an. Reservisten der Grenzpolizei wurden in israelische Städte geschickt, um die Gewalt einzudämmen. In der arabisch-israelischen Stadt Kfar Kassem im Zentrum Israels verbrannten hunderte Demonstrierende Autoreifen und zündeten Polizeiautos an. Annähernd tausend Grenzpolizisten wurden als Verstärkung herbeigerufen und mehr als 400 Menschen festgenommen.
Am 18. Mai protestierten in Ramallah tausende Menschen gegen Israels Vorgehen im Gazastreifen. Auf Protestschildern der Demonstranten stand vor dem Hintergrund blutroter Handabdrücke: »Kinder bombardieren ist keine Selbstverteidigung.« Vor Militärabsperrungen Demonstrierende wurden mit Tränengas und Rauchgranaten zum Rückzug gezwungen, nachdem sie israelische Sicherheitskräfte an der Grenze zwischen Israel und dem Libanon angriffen.
Infolge der Ausschreitungen kam es zu Aufständen, Messerstechereien, Schießereien, versuchten Hausbesetzungen und Brandstiftungen.
Am Samstagabend des 22. Mai forderten Demonstranten in Tel Aviv eine friedliche Lösung des langjährigen Konfliktes mit den Palästinensern.
Nach den Ausschreitungen nahm die israelische Polizei bis zum 25. Mai über 1.550 Personen unter anderem wegen Angriffen auf Polizeibeamte fest.

## Opfer
Zwischen dem Ausbruch des Konflikts am 10. Mai und bis zur Waffenruhe am 21. Mai wurden 248 Palästinenser im Gazastreifen getötet, darunter 66 Kinder, und mehr als 1.900 weitere wurden verletzt. Nach Angaben des israelischen Militärs erreichten etwa 700 im Gazastreifen abgefeuerte Raketen das Staatsgebiet von Israel nicht. Von diesen hat mindestens eine Rakete zehn Mitglieder einer Familie im Gazastreifen getötet. Dreizehn Tote wurden in Israel gemeldet, darunter zwei Kinder, eine Inderin und zwei thailändische Männer, die in Israel lebten und arbeiteten.
Bis zum 14. Mai 2021 wurden mindestens 122 Menschen getötet, davon mindestens acht Israelis, und 900 Menschen verletzt. Am 14. Mai gab das israelische Militär bekannt, einen Palästinenser angeschossen zu haben. An einem Militärposten im Norden von Ramallah hatte ein Palästinenser versucht, auf einen Soldaten einzustechen, woraufhin der Soldat auf den Messerangreifer geschossen hatte. Ebenfalls gab das palästinensische Gesundheitsministerium die Erschießung eines Palästinensers nahe Ramallah durch Soldaten bekannt.
Ein Hamas-Kommandant, identifiziert als Mohammed Abdullah Fayyad, sowie drei hochrangige Kommandanten des Islamischen Dschihad wurden ebenfalls getötet. Ein weiteres Hamas-Mitglied wurde am 11. Mai 2021 getötet. Der Tod der fünf Kommandeure wurde durch offizielle Erklärungen beider Gruppen bestätigt. Der Tod weiterer Terroristen wird vermutet, ist aber nicht bestätigt. Es ist umstritten, ob einige der ersten Opfer am 10. Mai 2021 durch einen israelischen Luftangriff oder eine fehlgeleitete palästinensische Rakete starben.
Am 11. Mai 2021 setzten die Hamas und der palästinensische Islamische Dschihad ihre Angriffe fort und feuerten hunderte von Raketen auf Aschdod und Aschkelon ab, wobei zwei Menschen getötet und mehr als 90 weitere verletzt wurden. Eine dritte israelische Frau aus Rischon LeZion wurde ebenfalls getötet, während zwei weitere Zivilisten aus Dahmash und ein Soldat am nächsten Tag starben.
Am 12. Mai wurde von der Hamas bestätigt, dass Bassem Issa, der Kommandeur der Kassam-Brigaden der Hamas in Gaza, bei einem Raketenangriff getötet worden ist.
Am 14. Mai wurden bei Protesten im Westjordanland 11 Palästinenser durch israelische Sicherheitskräfte getötet. Dabei wurden über 500 weitere Demonstranten auf dem ganzen Territorium verletzt. Tausende Palästinenser demonstrierten an mehr als 200 Orten im Westjordanland. Hunderte Palästinenser versuchten, sich an der jordanischen Grenze zu versammeln, wurden jedoch von jordanischen Sicherheitskräften aufgehalten. Im Südlibanon wurde versucht, die Grenze zu Israel zu durchbrechen.
Am 14. Mai wurden zwei Libanesen getötet, als sie versuchten einen Grenzzaun nach Israel zu durchbrechen. Darunter einer durch israelisches Panzerfeuer.
Am 15. Mai 2021 gab es bei einem Luftangriff des israelischen Militärs auf ein Flüchtlingslager in Gaza mit mindestens 10 Toten die bis dahin meisten zivilen Todesopfer bei einem singulären Ereignis seit dem Beginn der Auseinandersetzungen im Mai 2021. Die Palästinenser sagen, dass seit dem Ausbruch des Konflikts am Montag mindestens 140 Menschen, darunter 39 Kinder, im Gazastreifen getötet worden sind. Israel hat 10 Tote gemeldet, darunter zwei Kinder.
Am 16. Mai sprachen die Palästinenser von 188 Toten seit vergangenem Montag. Im Gazastreifen sollen bis zu 40 Menschen ums Leben gekommen sein, darunter acht Kinder.
Am 17. Mai 2021 stieg die Zahl der Opfer in Gaza auf 201, davon mindestens 58 Kinder, und in Israel auf 10, davon mindestens zwei Kinder.
Am 18. Mai 2021 erhöhte sich die Zahl der Todesopfer in Gaza laut dortigem Gesundheitsministerium auf 213, darunter 61 Kinder. In Israel starben durch Raketen der Hamas nach Angaben der Polizei zusätzlich zwei thailändische Gastarbeiter. Nach Berichten lieferten sich militante Palästinenser und Soldaten an einem israelischen Kontrollpunkt ein Feuergefecht. Dabei wurden nach Angaben des palästinensischen Gesundheitsministeriums ein Mensch getötet und mindestens ein Dutzend verletzt.
Innerhalb von etwa einer Woche erhöhte sich Mitte Mai 2021 die Anzahl der im Gazastreifen durch israelische Luftangriffe zur Flucht Getriebenen von 10.000 auf etwa 34.000 Menschen.

## Reaktionen

### International

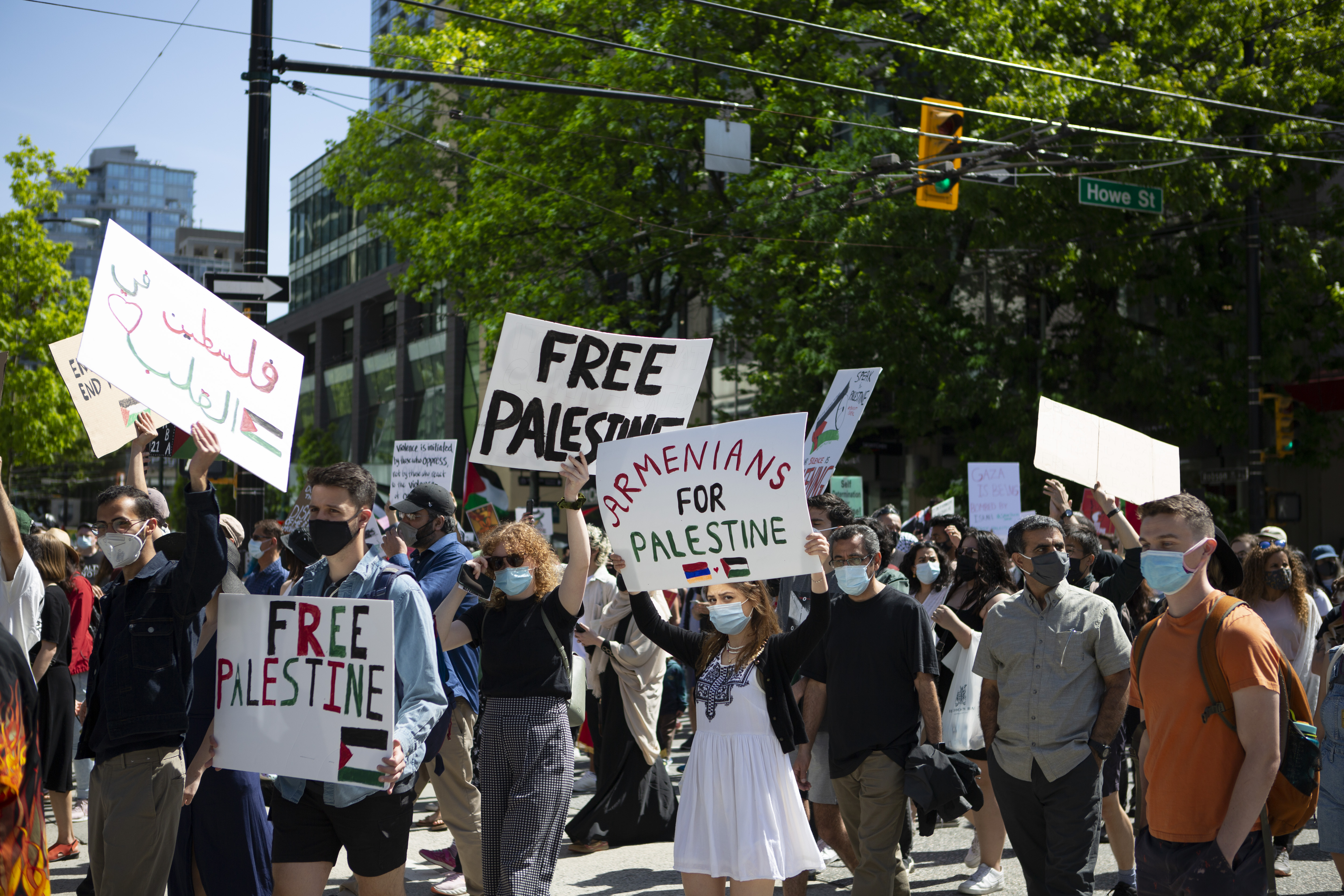
Protest in Vancouver, Kanada, 13. Mai 2021

China, Norwegen und Tunesien haben eine öffentliche Sitzung des UN-Sicherheitsrates für den 14. Mai beantragt, während die Vereinigten Staaten Einspruch erhoben haben. Der Rat hat sich zweimal privat getroffen, konnte sich aber wegen der Einwände der Vereinigten Staaten nicht auf eine Erklärung einigen. Am 12. Mai wurde bekannt gegeben, dass Hady Amr, stellvertretender US-Sekretär für israelisch-palästinensische Angelegenheiten und Presse- und Öffentlichkeitsdiplomatie, „sofort“ in die Region geschickt werden würde. Waffenstillstandsbemühungen von Ägypten, Katar und den Vereinten Nationen haben bisher keine Anzeichen von Fortschritt gebracht. Am 13. Mai machte die Hamas einen Vorschlag für einen Waffenstillstand und erklärte, sie sei bereit, die Angriffe auf einer „gegenseitigen Basis“ einzustellen. Netanjahu informierte sein Kabinett, dass Israel das Angebot abgelehnt habe. Der Generalsekretär der Vereinten Nationen, António Guterres, rief zu einem sofortigen Waffenstillstand auf, „aus Respekt vor dem Geist des Eid“, und bezog sich dabei auf Eid al-Fitr, ein islamisches Fest, das das Ende des heiligen Monats Ramadan markiert.
Am 10. Mai 2021 sagte Außenminister Heiko Maas vor Reportern in Brüssel, dass „wir alle Seiten nur dazu aufrufen können, diese wirklich explosive Situation zu deeskalieren“, und „beide Seiten können dazu beitragen“. Er fügte hinzu, dass sowohl israelische als auch palästinensische Behörden „die Pflicht haben, weitere zivile Opfer zu verhindern“. Ebenso erklärte er, dass Israel ein Recht auf Selbstverteidigung habe.
Die USA haben sich mit ihrem Vetorecht gegen eine gemeinsame Erklärung des UN-Sicherheitsrates zu dem Konflikt ausgesprochen. Dennoch übte der amerikanische Präsident Kritik gegen Israel aus und forderte Israels Premier Benjamin Netanjahu zu einer „signifikanten Deeskalation“ im Gaza-Konflikt ab Mittwoch, den 19. Mai 2021 auf.

### Israel/Palästinensergebiete
Am 9. Mai 2021 verschob der Oberste Gerichtshof Israels die erwartete Entscheidung über die Räumungen um 30 Tage, nach einer Intervention des Generalstaatsanwalts von Israel Avichai Mandelblit. Die israelische Polizei verbot Juden auch, den al-Aqsa-Platz für die Feierlichkeiten zum Jerusalem-Tag aufzusuchen. Am 10. Mai schloss Israel den Grenzübergang Kerem Schalom, auch für humanitäre Hilfe. Aufgrund des Raketenbeschusses am 11. Mai stellte die israelische Flughafenbehörde kurzzeitig den Flugverkehr ein.
Der israelische Premierminister Benjamin Netanjahu verteidigte das Vorgehen der israelischen Polizei und sagte, dass Israel „keinem radikalen Element erlauben wird, die Ruhe zu untergraben“. Er sagte auch, „wir weisen den Druck, in Jerusalem nicht zu bauen, entschieden zurück“. Israelische Beamte baten die Biden-Administration, nicht in die Situation einzugreifen.
Am 10. Mai 2021 gab der Präsident der Palästinensischen Autonomiebehörde, Mahmoud Abbas, eine Erklärung heraus, dass die „brutale Erstürmung und der Angriff auf die Gläubigen in der gesegneten al-Aqsa-Moschee und ihren Höfen eine neue Herausforderung für die internationale Gemeinschaft“ sei.
Israels Minister für öffentliche Sicherheit, Amir Ohana, forderte die Freilassung des israelischen Mannes, der wegen der Erschießung eines Arabers in Lod verhaftet wurde, und argumentierte, ohne Beweise zu liefern, dass der Verdächtige in Selbstverteidigung gehandelt habe und gesetzestreue Bürger, die Waffen tragen, die Behörden unterstützen. Einem Bericht der britischen Zeitung The Guardian zufolge schien die Erklärung den „Mob“ zur Gewalt zu ermutigen.
Ein Sprecher der islamistischen Terrororganisation Islamischer Dschihad sagte, dass Israel „die Aggression auf Jerusalem begonnen hat. Wenn diese Aggression nicht aufhört, haben diplomatische Bemühungen um einen Waffenstillstand keinen Sinn“. Die Hamas stellte der israelischen Regierung ein Ultimatum: Wenn sie nicht bis zum 11. Mai um 2 Uhr morgens ihre Truppen aus der Moschee abziehen, werde sie einen weiteren Raketenangriff durchführen.
Netanjahu berief am 11. Mai eine Notfallsitzung zur Sicherheit ein, und Schulen in mehreren Teilen Israels wurden geschlossen.
Der israelische Präsident Reuven Rivlin verurteilte die Ausschreitungen in Lod und bezeichnete sie als Pogrom.
In Tel Aviv und anderen Orten Israels fanden Kundgebungen statt, auf denen zur friedlichen Koexistenz zwischen Israelis und Palästinensern aufgerufen wurde.
Der US-Außenminister Antony Blinken besuchte am 26. und 27. Mai Israel, sowie die Palästinensische Autonomiebehörde im Westjordanland, sowie des weiteren Ägypten und Jordanien, um die von Ägypten vermittelte Waffenruhe zu festigen.

### Deutschland
In Deutschland kam es in zahlreichen Großstädten wie Hamburg, Berlin, Leipzig, Frankfurt am Main oder Hannover teils zu friedlichen Demonstrationen auf beiden Seiten, jedoch auch zu antisemitischen Ausschreitungen, bei denen Synagogen beschädigt und antisemitische Parolen skandiert wurden. So wurde in Düsseldorf die Gedenktafel einer ehemaligen Synagoge angezündet. In Bonn und Münster wurden Israel-Flaggen angezündet und die Türen einer Synagoge mit Steinen beworfen und beschädigt. In Gelsenkirchen versammelten sich bei einer unangemeldeten Demonstration 180 Menschen überwiegend junge Muslime vor einer Synagoge und skandierten Parolen, wie „Scheiß Juden“. Dabei bedrohten sie in der Synagoge ansässige jüdische Mitbürger. Die Bundeskanzlerin Angela Merkel und der Bundespräsident Frank-Walter Steinmeier sowie zahlreiche andere ranghohe Politiker in Deutschland, wie z. B. die Grünen-Vorsitzende Annalena Baerbock, verurteilten die antisemitischen Ausschreitungen scharf, man dürfe Judenhass in unserer Demokratie nicht dulden. Der Innenminister Horst Seehofer kündigte die „volle Härte des Rechtsstaats“ gegen Antisemitismus an. Bei einer pro-palästinensischen Demonstration in Berlin mit rund 3500 Teilnehmern warfen Demonstranten Steine, Pyrotechnik und Flaschen auf Polizisten, welche mit Pfefferspray antworteten. In Hamburg wurde eine zunächst friedliche Demonstration aus hunderten Teilnehmern aufgelöst, nachdem die Stimmung dort sich stark emotionalisierte. In Leipzig und Hannover dagegen verliefen die Proteste friedlich.

### Weltweite Proteste und Ausschreitungen
Aufgrund des erneuten Aufflammens im Nahost-Konflikt kam es weltweit sowohl zu pro-palästinensischen als auch pro-israelischen Demonstrationen, beispielsweise in Spanien, England, Frankreich, den USA, Australien und im Irak.